# Heteropectinidae
Heteropectinidae zijn een uitgestorven familie van tweekleppigen uit de orde Pectinida.